# Gamest
Gamest (ゲーメスト, Gēmesuto) est un magazine mensuel japonais spécialisé dans les jeux d'arcade,,,,, édité par Shinseisha (en) de mai 1986 à septembre 1999. 
Le magazine couvre notamment l'évènement de l'AOU Show (Amusement Machine Operators' Union), salon spécialisé dans l'arcade depuis 1986 au Japon,, jusqu'à la fin de la parution du magazine en 1999,. Gamest est publié tous les deux mois en 1986 puis chaque mois  entre 1987 et 1992 et deux fois chaque semaine entre 1993 et 1999. Le magazine propose les « Gamest Awards » annuels, qui décernent des récompenses aux jeux en fonction du vote des utilisateurs. Le magazine se concentre sur les jeux de type shoot 'em up,,, sur borne d'arcade mais couvre également des jeux d'autres genres
,,,. Le magazine totalise 274 numéros, le dernier numéro est publié le 30 septembre 1999 à la suite de la faillite de l'éditeur Shinseisha.